# Älvsala
Älvsala är en tätort runt Älvsalaviken, en del av Breviken, på den sydöstra delen av Värmdölandet i Värmdö kommun.

## Historia
Värmdö skeppslag var sedan gammalt uppdelat i fjärdingar. 1538 fanns en Ulffzala fjärding som bestod av nuvarande Östra och Västra Älvsala liksom flera västerut belägna gårdar. 1580 ingick dessa gårdar i Hemmesta fjärding. 
Älvsala brändes 1719 av ryssarna.
I samband med att SCB ändrade sin metod för att bestämma tätorter 2015, slogs fyra småorter, Älvsala, Fagerdala, Bullandö och Björkvik, samman och bildade en ny tätort. 2020 bröts området Fagerdala ut och fick namnet Västra Älvsala.

### Befolkningsutveckling
| Befolkningsutvecklingen i Älvsala 2015–2020                          | Befolkningsutvecklingen i Älvsala 2015–2020 | Befolkningsutvecklingen i Älvsala 2015–2020 | Befolkningsutvecklingen i Älvsala 2015–2020 | Befolkningsutvecklingen i Älvsala 2015–2020 |
| -------------------------------------------------------------------- | ------------------------------------------- | ------------------------------------------- | ------------------------------------------- | ------------------------------------------- |
|                                                                      |                                             |                                             |                                             |                                             |
| År                                                                   |                                             |                                             | Folkmängd                                   | Areal (ha)                                  |
| 2015                                                                 | 2015                                        |                                             | 597                                         | 457                                         |
| 2020                                                                 | 2020                                        |                                             | 381                                         | 335                                         |
| Anm.: Ny tätort 2015. Västra Älvsala utbruten 2020 som återgick 2023 |                                             |                                             |                                             |                                             |

## Kommunikationer
Vägförbindelse till Fagerdala över den enskilda Bullandövägen. SL-Buss 440 stannar.

## Samhället
Området har idag en del fritidshusbebyggelse. Värmdö kommun antar att antalet permanentboende kommer att öka.